# Королівська селищна територіальна громада
Королівська селищна громада — територіальна громада в Україні, в Берегівському районі Закарпатської області. Адміністративний центр — смт Королево.
Площа громади —  км², населення —  мешканців (2020).
Утворена 12 червня 2020 року шляхом об'єднання Королівської селищної, Веряцької, Новоселицької, Сасівської, Теківської, Хижанської і Чернянської сільських рад Виноградівського району.

## Населені пункти
У складі громади 1 смт (Королево) і 8 сіл:
- с. Веряця
- с. Горбки
- с. Новоселиця
- с. Сасово
- с. Теково
- с. Гудя
- с. Хижа
- с. Черна

## Старостинські округи
- Веряцький
- Новоселицький
- Сасівський
- Теківський
- Хижанський
- Чернянський